# Евпаторийский район
Евпатори́йский райо́н (укр. Євпаторійський район, крымскотат. Kezlev rayonı, Кезлев районы) — упразднённая административно-территориальная единица Крымской АССР и Крымской области, существовавшая с 1921 по 1963 год. 

## История

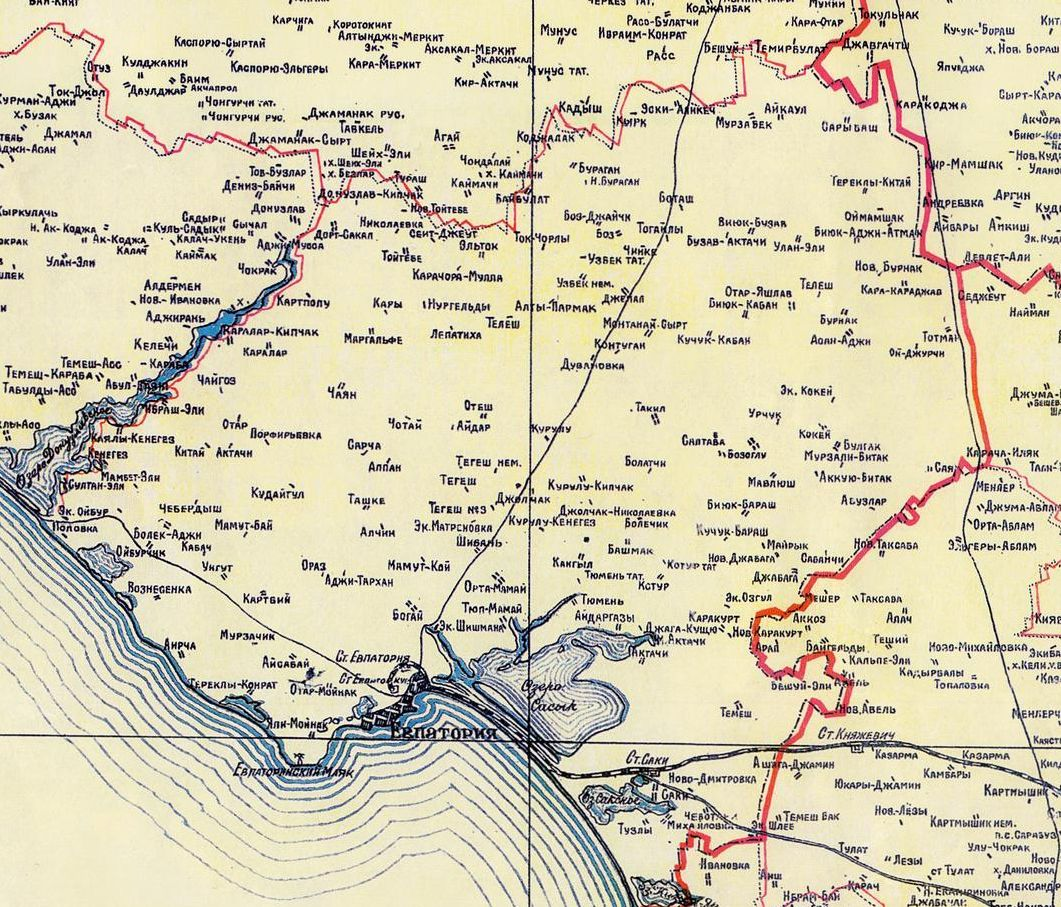
Карта Евпаторийского района. 1922 год

Район был образован в январе 1921 года, в составе Евпаторийского уезда, по постановлению Крымревкома от 8 января 1921 года, об упразднении волостной системы, с райцентром в городе Евпатория.

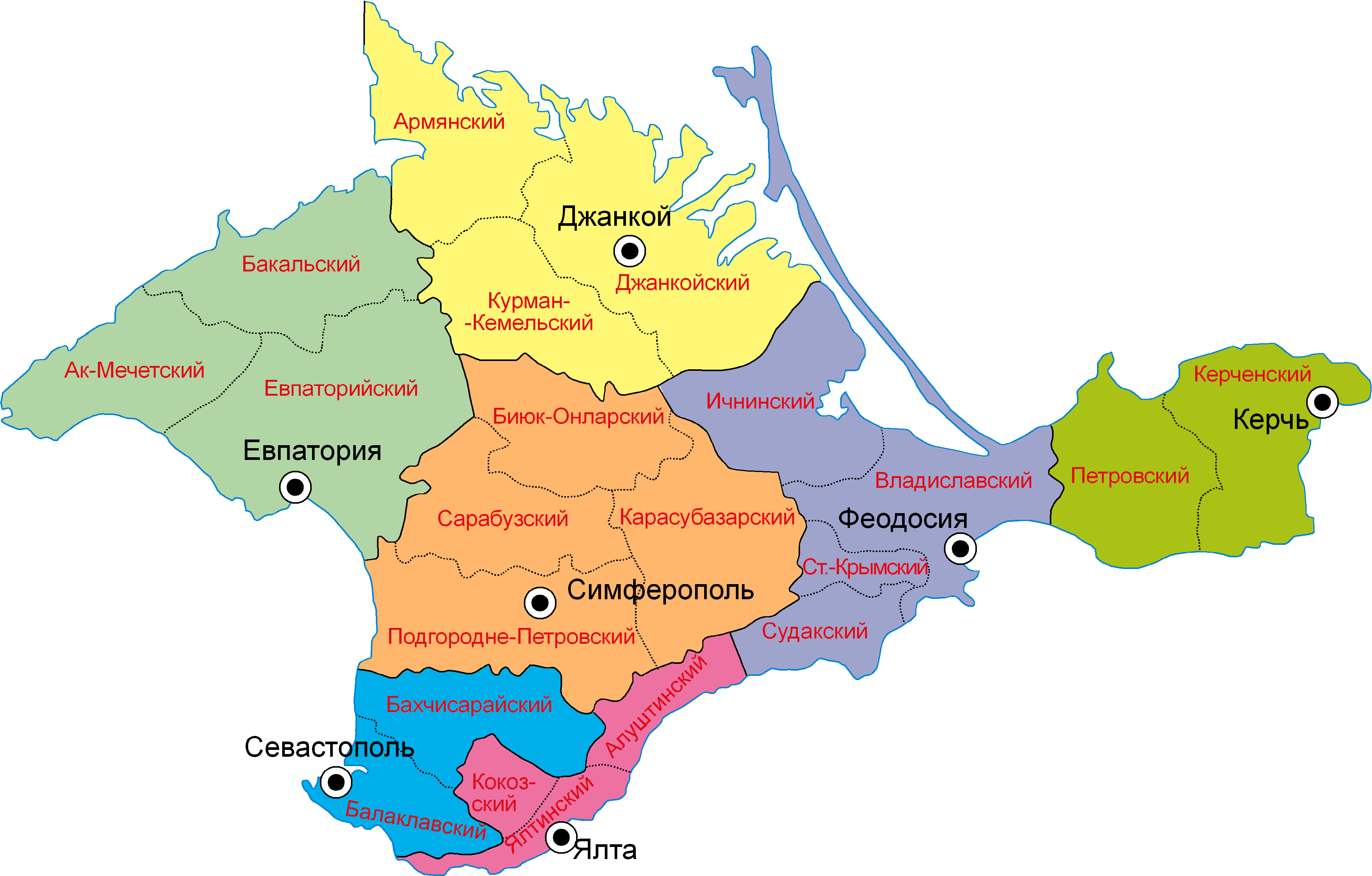
Административная карта Крыма. 1921 год

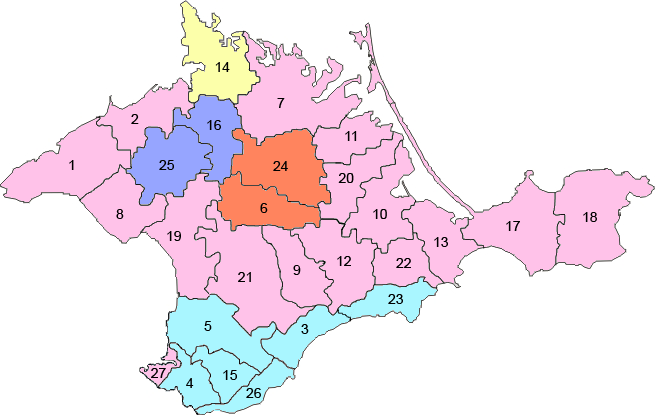
Административная карта Крыма. 1938 год. Евпаторийский район на карте — № 8

Занимал территорию современных Сакского, южную часть Раздольненского и юго-восточную Первомайского районов. На юге и юго-востоке граничил с Симферопольским округом (уездом), на востоке — с Джанкойским округом, на севере — с Бакальским и на западе с Ак-Мечетским районом. Точный состав пока не установлен, доступна только карта Крымского статистического управления 1922 года, где отмечены действовавшие границы.
Постановлением ВЦИК РСФСР от 11 октября 1923 года был упразднён Бакальский район, а декретом ВЦИК от 11 октября 1923 года были также внесены изменения в административное деление Крымской АССР и ликвидирован Ак-Мечетский, а их сёла включили в состав Евпаторийского. Согласно Списку населённых пунктов Крымской АССР по Всесоюзной переписи 17 декабря 1926 года в составе района было 412 населённых пунктов, население составило 49346 человек. В национальном отношении было учтено:
На 1 октября 1931 года население составило 43900 человек в 111 населённых пунктах. 15 сентября 1931 года был воссоздан Ак-Мечетский район, также значительная часть территории была передана в состав вновь образованного Фрайдорфского еврейского национального района. В 1935 году из состава Евпаторийского были выделены Ак-Шеихский и Сакский районы. По данным всесоюзной переписи населения 1939 года численность жителей района составила 11264 человека. В национальном отношении было учтено:
| Национальность  | Численность |
| --------------- | ----------- |
| Русские         | 5257        |
| Крымские татары | 2733        |
| Украинцы        | 1370        |
| Крымские немцы  | 1341        |
| Евреи           | 1174        |
| Болгары         | 20          |

На 1940 год район включал 13 сельсоветов:

| - Богайский - Болек-Аджинский - Джелчакский - Добрушинский - Икорский - Караевский - Караларский | - Кудайгульский - Отар-Мойнакский - Порфирьевский - Тереклы-Конратский - Фрунзенский - Шибаньский |

Указом Президиума Верховного Совета РСФСР от 21 августа 1945 года новые названия были присвоены 9 сельсоветам, ещё 3 (Добрушинский, Порфирьевский и Фрунзенский) не переименовывались, Караевский сельсовет не упоминается и идентифицировать село пока не удалось.
Евпаторийский район был упразднён 11 февраля 1963 года, его населённые пункты (за исключением вошедших в Евпаторийский горсовет) включили в состав Сакского района.
17 июля 2020 года парламент Украины, не признающей осуществлённую в 2014 году аннексию Крыма Россией, принял постановление о новой сети районов в стране, которым предполагается объединить Сакский и Черноморский районы, Сакский и Евпаторийский горсоветы в Евпаторийский район, однако данное изменение не вступает в силу до «возвращения Крыма под общую юрисдикцию Украины».